# Fanzine
Un fanzine (acortamiento en inglés de fan magazine, que se podría traducir como «revista para fanáticos») es una publicación temática realizada por y para aficionados, por lo que es un tipo de zine. El término fanzine fue acuñado en octubre de 1940 por Russ Chauvenet, para distinguir a los fanzines de los prozines, las revistas profesionales del género. El modelo intermedio entre el fanzine y el prozine se llama semiprozine.

## Historia
Los orígenes de estas publicaciones de aficionados no son muy claros, pero se pueden remontar a los grupos literarios del siglo XIX en los Estados Unidos que se formaron en asociaciones de prensa de aficionados a la publicación de colecciones de ficción, la poesía y el comentario, tales como H. P. de Lovecraft Estados Amateur. Estas publicaciones se produjeron por primera vez en las pequeñas prensas de impresión de sobremesa, a menudo por estudiantes. El desarrollo de los fanzines está ligado al de los medios de edición de bajo costo como la multicopista y la fotocopiadora (que también han sido y son soportes para toda clase de folletos, pasquines y octavillas revolucionarias y contraculturales). Grandes acontecimientos de la historia del fanzine y su espíritu, son la generación de autores norteamericanos de cómics underground de los años 1960 y 1970 y el texto disponible en la red en formato copyleft. Sin el concepto del fanzine estas revoluciones culturales no habrían sido posibles. En opinión del teórico Antonio Lara, los fanzines han jugado "un papel fundamental en la evolución general de los medios, y, más concretamente, de las formas culturales marginadas por las instituciones oficiales", como pudieran ser "los cómics, carteles, cromos, animación, novelas populares, telefilmes y otras". Desde mediados de los años sesenta, otros países, como España, también han sido muy ricos en este tipo de publicaciones, donde se han llegado a publicar hasta tres libros sobre el tema: De espaldas al kiosko. Guía histórica de fanzines y otros papelujos de alcantarilla (El Europeo, 1996) de Kike Babas y Kike Turrón, Todo era posible, Revistas underground y de Contracultura en España: 1968-1983(Libros Walden, 2020) Manuel Moreno y Abel Cuevas y Papeles subterráneos: Fanzines musicales en España desde la transición hasta el siglo XXI, de Manuel Moreno, César Prieto y Abel Cuevas (Libros Walden, 2021).

## Características
Los fanzines son publicaciones no profesionales producidas por seguidores de un fenómeno cultural particular (como puede ser un género literario, musical o historietístico) para el placer de otros que tienen los mismos intereses.                          
Su ventaja indiscutible es contar con especialistas en su materia, publicando de forma libre y directa sin ataduras ni intereses para con terceros. A esta "ausencia de condicionantes editoriales (el editor suele dar libertad de expresión)" hay que añadir otra ventaja para el autor novel: "La posibilidad de darse a conocer a un público aficionado más o menos amplio y a algún que otro editor profesional que en un momento dado pueda darte esa oportunidad tan esperada", según Rafa Negrete. Con ello, el fanzine se muestra "a la vez un buen terreno de rodaje y una inmejorable plataforma de lanzamiento al ámbito profesional".
Los problemas endémicos de los fanzines son su dependencia de las ganas desinteresadas de sus colaboradores en un trabajo no remunerado que debe obtenerse del tiempo libre y sus problemas para distribuirse llegando a su público potencial. Al depender del tiempo y el esfuerzo desinteresado de sus creadores no suelen durar mucho, ya que no reciben compensación monetaria.
Es posible que si el trabajo realizado es sobre un campo muy específico sobre el que no existen publicaciones comerciales, pueda mantenerse cubriendo un hueco e incluso profesionalizarse. Un fanzine que ha pasado a editarse con medios profesionales se denomina prozine. Si hay un equipo detrás de su publicación profesionalizado y llega a obtener beneficios, se habla ya de una revista como tal, aunque no haya un grupo editorial en ello, una distribución nacional o internacional o una correcta gestión para establecer su ISSN.
Los editores de los fanzines pueden ser un grupo organizado de personas o una sola persona. Los creadores pueden ser aficionados o profesionales que se distinguen en su campo. El desarrollo de esta actividad no suele ir acompañado de remuneración económica, siendo los fanzines tradicionalmente gratuitos o con un coste mínimo para pagar los gastos de producción. A menudo, se ofrecen copias a cambio de publicaciones similares, o para las contribuciones de arte, artículos o cartas de comentario que se publican a continuación. Los fanzines se han convertido en publicaciones profesionales (a veces conocidos como prozines), y muchos escritores profesionales fueron publicados por primera vez en fanzines, e incluso algunos siguen contribuyendo en ellos después de ser reconocidos profesionalmente. Un fanzine en la mayoría de los casos se ocupa de cuestiones específicas, como la música, el cómic, la ciencia ficción, la literatura, la política, la pornografía o incluso combinaciones de estos. Los fanzines tienen sus raíces en el siglo XIX, con los panfletos que circularon para difundir principalmente ideas políticas. Su auge, sin embargo, se experimentó en las décadas de 1950 a 1960, cuando se convirtió en uno de los principales medios de expresión de la contracultura.

## Impresión
La calidad de los fanzines impresos es muy variable. Muchas veces se hace a mano, y simplemente son fotocopiados o incluso impresos con técnicas modernas. Las mismas personas que escriben preparan los archivos de texto en el ordenador y el diseño de la aparición de la revista. Hay casos en los que algunas partes de la revista son totalmente artesanales. En cuanto al color es totalmente negro, a veces solo con la portada a color, y finalmente algunos aparecen en dos o cuatro colores. La calidad de impresión afecta directamente el precio. A medida que fue avanzando la tecnología de impresión profesional, también lo hizo la tecnología de los fanzines. Concretamente, la calidad de los fanzines en su conjunto ha mejorado considerablemente desde el 2000, cuando los ordenadores se hicieron más asequibles y el conocimiento de los programas de edición de imágenes digitales o formas gráficas de configuración más común. Muchos fanzines circulan en forma de CD u otro medio digital. Todavía hay formas de fanzines acompañados de CD. Actualmente, medios como Internet y la facilidad para maquetar en HTML han facilitado la distribución y el formato, por lo que la edición de fanzines se ha extendido a la red. Este tipo de fanzines electrónicos se denomina ezine.

## Géneros

### Fanzines de ciencia ficción
Fueron una de las primeras formas de fanzine, dentro de uno de los cuales se acuñó el término fanzine, y al mismo tiempo constituyen el principal tipo de actividad del fandom, la ciencia ficción. El primer fanzine de ciencia ficción, el Comet, fue publicado en 1930 por el Club de Ciencia con correspondencia en Chicago. Tradicionalmente, los fanzines de ciencia ficción estuvieron (y son muchos todavía) disponibles para "los de siempre", lo que significa que una edición de la muestra sería enviada por correo a petición: para recibir otras cuestiones, un lector enviaría una "carta de comentario" sobre el fanzine al editor. Desde 1955, cada año el Worldcon (Convención Mundial de Ciencia Ficción) ha otorgado los Premios Hugo al Mejor Fanzine; se añadieron premios al "Mejor escritor fan" y "Mejor artista fan" en 1967 y han continuado desde entonces.

### Fanzines de medios
Los fanzines de medios fueron en sus orígenes simplemente un subgénero de los fanzines de ciencia ficción, escritos por aficionados a la ciencia ficción que ya estaban familiarizados con apazines. El primer fanzine de medios de comunicación fue una publicación fan de Star Trek llamada Spockanalia, publicada en septiembre de 1967 por miembros del grupo Lunarians. A mediados de la década de 1970, había suficientes medios revistas que publicaban adzines que existían solo para anunciar todas las otras revistas disponibles. Otra popular franquicia de fanzines fue la saga Star Wars.

### Fanzines de cómics
Los cómics se mencionaron y discutieron ya en la década de 1930 en los fanzines de fandom de la ciencia ficción. La primera versión de Superman (un villano calvo) apareció en el tercer número del fanzine de ciencia ficción de Jerry Siegel y Joe Shuster en 1933. Los fanzines de cómics a menudo incluyen obras de aficionados basadas en personajes existentes y discusiones acerca de la historia del cómic.

### Fanzines de películas de terror
Como con los fanzines de cómics, los fanzines de películas de terror crecieron en interés a partir de las publicaciones de ciencia ficción. Los horrores de la pantalla, de Alex Soma, El diario de Frankenstein, de Calvin T. Beck, y Las criaturas Gore, de Gary Svehla, fueron los primeros fanzines de terror creados como alternativas más serias a la popular revista de 1958 de Forrest J. Ackerman Famous Monsters of Filmland.

### Fanzines de música rock y metal
A mediados de la década de 1960, varios aficionados activos en la ciencia ficción reconocen un interés común en la música rock, y así nació el fanzine de rock. Paul Williams y Greg Shaw eran dos fans de la ciencia ficción que se volvieron editores de fanzines de rock. Crawdaddy! (1966), de Williams, y dos fanzines de Shaw con sede en California, Mojo Navigator (1966) y Who Put the Bomp (1970), se encuentran entre los más importantes fanzines de rock. En la década de 1980, con el auge de las superestrellas de grandes escenarios, surgieron muchos fanzines de rock. A finales de 1990, florecieron muchos fanzines y revistas electrónicas notorias acerca de la música electrónica y el post-rock. El fanzine Crème brûlée fue uno de los que documentó el género post-rock y la música experimental. En la actualidad unos de los fanzines musicales supervivientes es Wrack - El sonido del cuervo.

### Fanzines punk
Un fanzine punk (o punkzine) es una revista amateur relacionada con la subcultura punk y el género hardcore de la música punk. Cuentan con la literatura de punk como comentario social, la poesía de punk, noticias, chismes, críticas y artículos de música sobre bandas de punk rock o escenas del punk regional. La estética de bricolaje de la subcultura punk creó una prensa clandestina próspera. Tales revistas de aficionados se inspiraron en los fanzines de rock de la década de 1970, que se inspiraron en revistas de la comunidad de fans de la ciencia ficción. Tal vez el más influyente de los fanzines en cruzar del fandom de la ciencia ficción al rock y, más tarde, el punk rock y la música new wave fue Who Put the Bomp, de Greg Shaw.

### Fanzines de juegos de rol
Otro grupo importante de fanzines surgió entre los fanáticos de los juego de rol, donde los fanzines permitieron a la gente publicar sus ideas y puntos de vista sobre los juegos específicos y sus campañas de rol. Los fanzines de juegos de rol permitieron a las personas comunicarse entre los años 1970 y 1980, con control editorial completo en las manos de los jugadores, a diferencia de los editores de juegos. Estos primeros fanzines fueron en general a máquina, en un formato A5 y por lo general se ilustraban con obras de arte abismal o indiferente.

### Fanzines de videojuegos
Los fanzines sobre videojuegos surgieron por primera vez durante el período de la segunda generación, cuando los boletines de noticias para los grupos de usuarios de ordenador y las tiendas ya no eran poco frecuentes, pero no siempre bien conocidos. La publicación Joystick Jolter fue el primer fanzine real sobre el tema. Más tarde, como las herramientas de autoedición se hicieron más accesibles hubo un aumento en la producción de fanzines. Los fanzines de videojuegos disminuyeron en popularidad con el aumento de la web en todo el mundo, aunque algunas revistas continuaron más allá de mediados de los años 1990 (por ejemplo Classic Gamer Magazine y Video Game Collector). La era de los fanzines de videojuegos fue más grande en Estados Unidos y Canadá, pero también hubo revistas de otros países.

### Fanzines de juegos de guerra
Existen varios fanzines dentro de la afición a los juegos de guerra. Entre ellos se encuentra Charge!, un fanzine líder internacional en exclusivas para los entusiastas de los juegos de guerra en miniatura del período de la guerra de Secesión. También hay fanzines sobre juegos como Warhammer y demás juegos populares.

### Fanzines de deportes
La primera asociación de fanzines de fútbol se considera Foul, una publicación que se desarrolló entre 1972 y 1976. Fuera del mundo del fútbol, hubo fanzines dedicados a otros deportes. Por ejemplo, la Liga de Rugby tuvo publicaciones notables como Who The Hell Was St. George Anyway?. Sin embargo, debido a la creciente popularidad de Internet, entre otros factores, estas publicaciones ya no existen en forma impresa. También hay varios fanzines que se editan en Irlanda, de los cuales Shelbourne Red Inc. es el de más larga duración. En Estados Unidos los fanzines deportivos son relativamente raros.

## Desarrollos recientes
Con la creciente disponibilidad de Internet a finales del siglo XX y principios del siglo XXI, la revista de papel tradicional ha comenzado a dar paso a la revista electrónica (o "e-zine"), que es más fácil de producir y utiliza el potencial de Internet para ser cada vez más grande y con audiencia mundial. No obstante, fanzines impresos se siguen produciendo, ya sea de preferencia por el formato o para llegar a las personas que no tienen acceso a la web. Además, festivales de zines se llevan a cabo cada año en ciudades estadounidenses como Los Ángeles, Chicago y Brooklyn (Nueva York), así como a nivel internacional en ciudades como Melbourne (Australia) y Glasgow (Escocia, Reino Unido).